# Ягошур (Глазовський район)
Ягошу́р (рос. Ягошур) — присілок в Глазовському районі Удмуртії, Росія.

## Населення
Населення — 41 особа (2010; 60 в 2002).
Національний склад станом на 2002 рік:
- удмурти — 90 %

## Урбаноніми[3]
- вулиці — Верхня, Квіткова, Нижня